# Fotometría de fibra
La fotometría de fibra es una técnica in vivo de medición de imágenes de calcio , y recientemente neurotransmisores, que captura la actividad del calcio (Ca 2+) a nivel de población celular o "en grupo"  de diversos tipos celulares específicos dentro de una región cerebral o red funcional para estudiar circuitos neuronales.  La actividad del calcio a nivel de población se puede correlacionar con tareas conductuales, como el aprendizaje espacial, la memoria y conductas cognitivas complejas. La técnica implica la implantación quirúrgica de fibra óptica en el cerebro de los animales para poder hacer múltiples mediciones en el tiempo. Los implantes de fibra óptica presentan numerosos beneficios para los investigadores. Son más sencillas de implantar, menos invasivos, más livianos y más baratos que otros métodos de medición de calcio como los miniscopios. También permiten obtener imágenes de  múltiples regiones cerebrales que interactúan e integrar esa información con otras técnicas neurocientíficas. Las limitaciones de la fotometría de fibra son la baja resolución celular y espacial y el hecho de que los animales deben ser conectados  a un haz de fibras rígido, que puede limitar su movimiento y afectar el comportamiento natural de los animales más pequeños como los ratones.

## Descripción técnica
La fotometría de fibra se basa en la expresión de indicadores de calcio codificados genéticamente (GECIs por sus siglas en inglés genetically encoded calcium indicators), como GCaMP o RCaMP. Estos pueden expresarse de forma específica en distintos tipos celulares mediante el uso de promotores específicos para cada tipo celular como la proteína quinasa II dependiente de Ca2+/calmodulina (CaMKII) y la sinapsina humana (hSyn, por sus siglas en inglés human synapsin) que confieren expresión neuronal excitatoria y panneuronal, respectivamente, o utilizando el promotorrde la proteína ácida fibrilar glial (GFAP), para células no neuronales como los astrocitos. 
Tanto en neuronas como en astrocitos la actividad celular en forma de potenciales de acción, exocitósis de neurotransmisores, cambios en la plasticidad sináptica y transcripción genética están asociados a la entrada de iones de calcio a la célula. Los cambios en los niveles de calcio intracelular dependientes de la actividad pueden ser monitoreados expresando un GECI en la célula. Los GECI emiten fluorescencia al unirse con los iones de calcio y la diferencia en la fluorescencia corresponde proporcionalmente a los cambios en los niveles intracelulares de calcio. El indicador de calcio más utilizado para la fotometría de fibra (y otros métodos de imágenes in vivo ) es GCaMP6, aunque se siguen desarrollando nuevos GECI con espectros de fluorescencia, cinética, relaciones señal-ruido y sensibilidades al calcio diferentes.   Estos indicadores pueden expresarse en el cerebro de dos formas: expresión viral  y líneas de ratones transgénicos. Los indicadores se excitan con una fuente de luz a una longitud de onda óptima y emiten su propia luz a cambio, lo que permite registrar la dinámica del calcio a lo largo del tiempo.Recientemente, la lista de indicadores ha crecido sustancialmente, añadiendo indicadores para otras señales químicas como por ejemplo dLight para registrar niveles de dopamina y OxLight para registrar orexina   
Los sistemas de fotometría de fibra están diseñados para proporcionar longitudes de onda de excitación precisas que son específicas para cada indicador de calcio (por ejemplo, GCaMP) o neurotransmisor (por ejemplo, dLight). La luz viaja a través de una fibra óptica desde la fuente de luz hasta el terminal implantado en la región o regiones del cerebro que son de interés. El indicador de calcio, expresado de forma específica en un tipo celular, es excitado por la luz, y a su vez, emite su propia señal que viaja de regreso a través de la misma fibra hasta el detector. Las señales recolectadas son separadas espectralmente mediante un espejo dicroico, filtradas y enfocadas a un fotodetector, cámara científica o fotomultiplicador (PMT). La señal recolectada representa el delta de la fluorescencia (ΔF) en relación con la fluorescencia basal (F), permitiendo a los investigadores observar la señal correspondiente a los cambios transitorios de calcio (ΔF/F). Estas series temporales de datos se pueden analizar usando una variedad de rutinas de código abierto, como pMAT,  pyPhotometry  y GuPPy . 
Es importante tener en cuenta la contribución de las señales isosbésticas a la hora de interpretar las señales de fluorescencia. Los indicadores de calcio pueden presentar dos estados: unidos y no unidos a calcio. Estas dos conformaciones tienen un espectro de excitación y emisión únicos para cada indicador. La longitud de onda de excitación donde el indicador tiene la misma absorbancia con y sin calcio constituye el punto isosbéstico y determina la fluorescencia basal independiente de calcio. El movimiento del animal y la autofluorescencia del tejido influencian esta señal independiente de calcio y pueden ser restadas para revelar el verdadero cambio en la fluorescencia.

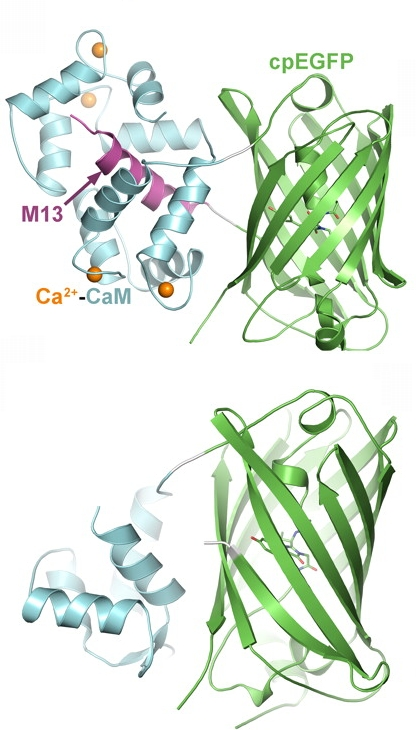
Estructura de GCaMP, un indicador de calcio codificado genéticamente utilizado comúnmente en métodos de imágenes de calcio, como la fotometría de fibra y la microscopía de uno y dos fotones.

## Indicadores de calcio codificados genéticamente (GECI)

### Expresión celular
La expresión celular de los indicadores de calcio codificados genéticamente (GECI) se puede lograr de dos maneras: usando vectores virales adenoasociados y líneas de ratones transgénicos. El uso de vectores virales requiere la infusión del virus que contiene el GECI en la región cerebral de interés. Para infectar tipos celulares específicos, este virus debe contener un promotor específico para el tipo celular de interés, como por ejemplo, CaMKII y GFAP para infectar neuronas excitatorias o astrocitos, respectivamente. De esta forma se puede registrar la actividad celular de una población celular específica en la región particular del cerebro donde la fibra óptica fue implantada. La expresión celular óptima del virus requiere la titulación de la concentración viral inyectada lo que generalmente es determinado de forma empírica para cada combinación de virus, tipo celular y región del cerebro. Por su parte, la expresión de GECI también puede lograrse mediante el uso de líneas de animales transgénicos que presentan una expresión ubicua en el cerebro en un tipo celular particular, como por ejemplo, el uso de la línea Thy1-GCaMP6, donde el indicador de calcio GCaMP6 es expresado de forma ubicua por el promotor Thy1 presente en neuronas maduras. Dependiendo de la cepa de ratón o rata transgénica, la expresión puede variar a lo largo de distintas regiones cerebrales, lo que puede presentar desafíos técnicos durante la obtención del registro.

### GCaMP
GCaMP es uno de los indicador de calcio codificado genéticamente (GECI) más utilizados, principalmente en combinación con otros métodos de imágenes. GCaMP emite fluorescencia cuando el indicador está unido a un ion calcio, indicando la presencia del ion en el compartimento intracelular. Estas señales de calcio han sido directamente relacionadas con los patrones de respuesta neuronal, la liberación de neurotransmisores y la excitabilidad de la membrana.  Durante el registro, el objetivo es fotoexcitar los puntos de absorción máxima e isosbésticos del indicador para poder determinar el delta de fluorescencia. Los indicadores de calcio pueden presentar dos estados: unidos y no unidos a calcio. Estas dos conformaciones tienen un espectro de excitación y emisión únicos para cada indicador. La longitud de onda de excitación donde el indicador tiene la misma absorbancia con y sin calcio constituye el punto isosbéstico y determina la fluorescencia basal independiente de calcio. Las longitudes de onda de excitación para GCaMP y su señal isosbéstica son aproximadamente 470 nm y 415 nm (azul), respectivamente; y la longitud de onda de emisión del GCaMP es aproximadamente 525 nm (verde). El movimiento del animal y la autofluorescencia del tejido influencian esta señal independiente de calcio y pueden ser restadas para revelar el verdadero cambio en la fluorescencia.

### Fotometría de fibra de múltiples colores
Para observar la dinámica de calcio en múltiples tipos de células de forma simultánea, los investigadores han combinado dos o más GECI en una sola región del cerebro.   Por ejemplo, un grupo de investigadores registró la fluorescencia de los GECI verdes y rojos, GCaMP6f y jRGECO1a, que se expresaron de manera diferencial en las neuronas de proyección espinosa de las vías directa e indirecta del núcleo estriatal en ratones que se movían libremente. La expresión de múltiples GECI en la misma región del cerebro no está restringida al estudio de dos subtipos de neuronas, como en el estudio mencionado anteriormente, sino que también pueden realizarse en tipos celulares distintos como neuronas y astrocitos, usando los promotores adecuados para cada tipo celular, como se demostró en un estudio donde se utilizó fotometría de fibra en dos colores usando promotores específicos para astrocitos y neuronas y se analizó el comportamiento de un ratón realizando una tarea cognitiva de memoria.

## Equipamiento
El objetivo de la fotometría de fibra es registrar y extraer con precisión los cambios en el tiempo de las señales de calcio de poblaciones celulares específicas dentro de una región cerebral de interés. Para obtener las señales de calcio se debe implantar quirúrgicamente una cánula/ fibra óptica en la región del cerebro donde se expresan los GECI. Una consideración importante es que esta fibra óptica solo puede registrar las señales de calcio a nivel de población celular y no la actividad a nivel de célula individual. Los implantes de fibra óptica permiten registrar señales tanto de las estructuras cerebrales profundas como de las superficiales y minimizan el daño tisular, a diferencia de los lentes GRIN o las ventanas corticales. 
Uno de los GECI más utilizados, el GCaMP, tiene un espectro de excitación y emisión específicos de aproximadamente 470 nm y 530 nm, respectivamente.Las fuentes de luz led son las más utilizadas para generar estos espectros, debido a la baja potencia óptica necesaria para excitar los GECI. La transmisión de las señales de excitación y emisión desde el dispositivo de imágenes al cerebro y viceversa está coordinada por espejos dicroicos y filtros de excitación/emisión. Hay tres tipos de dispositivos de imagen: fotodetectores, fotomultiplicadores (PMT) y cámaras científicas. Al recolectar señales de una sola región del cerebro, es típico utilizar un fotodetector o PMT debido a su rápida adquisición y baja relación señal-ruido (SNR). Como alternativa, cuando se recolecta información de múltiples regiones del cerebro, se deben utilizar cámaras científicas o múltiples fotodetectores o PMT.
Este sistema permite el acoplamiento entre la cánula/fibra óptica, la fuente de luz y el dispositivo de obtención de imágenes. La cánula/fibra óptica permite el suministro de luz precisa al GECI y la señal de emisión es recogida por el dispositivo de obtención de imágenes durante la grabación.

## Beneficios y limitaciones
Todos los métodos científicos tienen consideraciones que deben tenerse en cuenta antes de su uso. La fotometría de fibra tiene muchos beneficios sobre otras técnicas para obtener imágenes de calcio, pero también tiene limitaciones.

### Beneficios
La fotometría de fibra representa una manera económica de intergar imágenes de calcio en el diseño experimental sin tener que invertir en equipos más sofisticados como los miniscopios, las ventanas corticales y la microscopía de uno y dos fotones. Las fibras ópticas son fáciles de implantar, menos invasivas y más económicas que otros métodos de medición de calcio in vivo. Esta técnica es útil para paradigmas longitudinales de comportamiento ya que el peso del equipo es menor lo que reduce el estrés en el animal. Además, el movimiento del animal se ve significativamente menos limitado que con otros métodos, lo que permite que el comportamiento sea más natural, sobre todo en modelos roedores de mayor tamaño. La fotometría de fibra es una técnica versátil que permite obtener imágenes de múltiples regiones cerebrales e integrarlas con otras técnicas como optogética,  electrofisiología  y más técnicas de neurociencia a nivel de sistemas. Recientemente, esta técnica ha sido optimizada para medir la actividad de neurotransmisores y los cambios de pH.

### Limitaciones
Es importante considerar las limitaciones de la fotometría de fibra a la hora de planificar experimentos: baja resolución celular y espacial. La baja resolución óptica es consecuencia de su diseño donde los detectores sólo pueden capturar un cúmulo de señales provenientes del área alrededor de la punta de la cánula, en vez de señales de células individuales. A pesar de que el tamaño de la cánula óptica es mucho menor que la tecnología usada en otros métodos de medición de calcio, como la microscopía de uno y dos fotones, la fibra óptica implantada debe ser conectada a un haz de fibras rígido, lo que puede limitar el movimiento natural de los mamíferos más pequeños, como los ratones, afectando su comportamiento.

## Integración con otros métodos

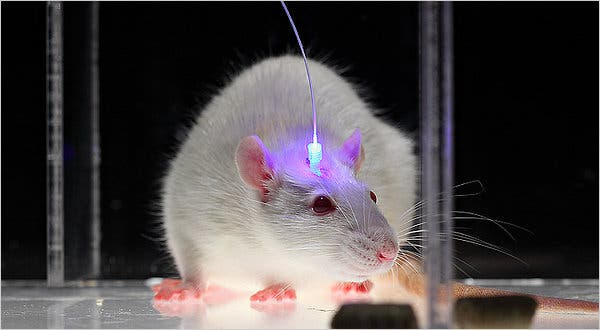
Rata recibiendo estimulación optogenética a través de un implante de fibra óptica. Este método se puede combinar con la fotometría de fibra para manipular y medir la dinámica del calcio de la población dentro de un circuito neuronal.

### Optogenética y DREADD
La fotometría de fibra se puede integrar con otros métodos de manipulación celular para correlacionar la actividad neuronal y el comportamiento. Una forma de modular específicamente la actividad de células y proyecciones cerebrales definidas es la utilización de optogenética o de receptores de diseño activados exclusivamente por fármacos de diseño (DREADD, por sus siglas en inglés Designer Receptors Activated Only by Designer Drugs). El método se elige en función de la precisión temporal necesaria para el diseño experimental, entre otros factores. La optogenética permite la manipulación de un tipo de célula específico con alta precisión temporal. Los DREADD tienen una precisión temporal mucho menor debido a la farmacocinética del ligando, como el N-óxido de clozapina (CNO)  o la descloroclozapina (DCZ).  Es importante tener en cuenta que la lectura óptica simultánea y la manipulación optogenética conllevan varios problemas potenciales que se analizan a continuación. 

### Electrofisiologíain vivo
Además, la fotometría de fibra se puede combinar con la electrofisiología in vivo dentro del mismo animal.  La combinación del registro electrofisiológico con las imágenes de calcio se puede utilizar para observar la actividad específica de un tipo de célula con lecturas de mayor precisión temporal de potenciales de acción neuronal en modelos animales de comportamiento natural.

### Posibles problemas y soluciones
La expresión de sondas optogenéticas e indicadores de calcio en las mismas neuronas puede plantear problemas. Los indicadores de calcio y los canales de manipulación optogenética pueden tener espectros de excitación superpuestos, como GCaMP y canalrodopsina (ChR2), que tienen una longitud de onda de excitación máxima de aproximadamente 470 nm. La excitación del indicador de calcio puede activar potencialmente el canal iónico fotosensible optogenético, llevando a que los cambios de fluorescencia no puedan atribuirse fácilmente a los cambios reales en el calcio o a la señal inducida optogenéticamente. Una forma de solucionar este problema es utilizar indicadores fluorescentes para el calcio que tengan un espectro de excitación alejado de los de la sonda optogenética. Los indicadores de calcio (GCaMP, RCaMP) y las sondas optogenéticas para la excitación (ChR2, Crimson) y la inhibición ( eNpHR, Arch, Jaws) son potenciales combinaciones. 

## Otros métodos de obtención de imágenes de calcio

### Miniscopios e imágenes monofotónicas
Los miniscopios     son microscopios miniatura montados en la cabeza del animal que permiten obtener imágenes de grandes poblaciones de actividad neuronal en ratones y ratas que se comportan naturalmente. Esto es posible debido a su pequeño tamaño, ya que son lo suficientemente livianos para que un ratón o una rata los puedan transportar fácilmente sin interferir mucho en su comportamiento. Los investigadores combinan miniscopios con lentes implantadas de índice de refracción de gradiente (GRIN) o ventanas corticales que permiten obtener imágenes cerebrales profundas y superficiales.    Este método es ideal para monitorear la actividad de cientos de células definidas genética y espacialmente dentro de un solo animal.  En comparación con la fotometría de fibra, los miniscopios permiten obtener imágenes con alta resolución celular, detectando cambios en el calcio dentro de neuronas individuales y células no neuronales.  Además, este método permite obtener imágenes repetidas a lo largo del tiempo para analizar la transición de estados “saludables” a patológicos o cambios a lo largo del comportamiento.  Sin embargo, este método de obtención de imágenes tiene baja sensibilidad y alto ruido, lo que produce imágenes de menor resolución en comparación con otros métodos multifotónicos como el de dos fotones.  Estos microscopios en miniatura tienen una capacidad limitada para detectar indicadores desplazados hacia el rojo que serían necesarios para la combinación de optogenética e imágenes de calcio, como se explicó anteriormente.

### Imágenes de dos fotones
La obtención de imágenes de dos fotones   es otro método de obtención de imágenes de calcio que registra fluctuaciones en la dinámica del GECI celular. Proporciona una manera de penetrar el tejido cerebral con alta dispersión de luz hasta 600-700 micrones por debajo de la superficie del cerebro.   En comparación con otras técnicas, la técnica de dos fotones ofrece una mayor resolución espacial celular y subcelular, como dentro de las dendritas y los botones axónicos, dentro de un plano focal bien definido.   Sin embargo, sin la ayuda de una cánula óptica o un microendoscopio, este método está limitado a áreas más superficiales del cerebro.    Este tipo de imágenes también requiere que los animales mantengan la cabeza fija, lo que limita los comportamientos naturalistas necesarios para algunas tareas conductuales complejas.  